# Sofie Hendrickx
Sofie Hendrickx (Lier, 18 mei 1986) is een Belgisch voormalig basketbalspeelster. Ze speelde als power-forward.
Hendrickx speelde tot 2011 voor BC Sint-Katelijne-Waver en van 2011 tot 2014 voor BBC Kangoeroes Boom. In 2014 tekende ze bij het Franse Toulouse Métropole Basket. Ze bleef in de Franse competitie, maar transfereerde naar UFAB 49, Union féminine Angers Basket 49. Na een seizoen transfereerde ze naar Zweden waar ze sinds 2015 uitkwam voor Luleå BBK. Ze blijft er een jaar en keerde in 2016 terug naar de Belgische competitie, bij BC Namur Capitale. In 2020 plaatste ze een punt achter haar actieve basketcarrière.
Van 2008 tot 2018 was ze lid van het Belgisch nationaal basketbalteam, de Belgian Cats.
In 2021 vervoegde ze de coaching staff van Basket Waregem.